# Basílica de Santa Maria em Domnica
Santa Maria in Domnica ou Basílica de Santa Maria em Domnica, conhecida também como Santa Maria alla Navicella, é uma basílica menor e igreja titular de Roma, Itália. 
O cardeal-diácono protetor do título de Santa Maria em Domnica (Titulus S. Mariae in Domnica) é William Joseph Levada, arcebispo-emérito de São Francisco, Estados Unidos.

## Nome
O termo "in Domnica" tem sido explicado de formas diferentes ao longo dos anos. Uma interpretação é que se trata de uma derivação de dominicum ("do Senhor") e, por extensão, "igreja". Outra defende que trata-se de uma referência a Ciríaca, uma mulher que vivia nas redondezas e cujo nome significa "pertencente ao Senhor" (que se diz "Dominica" em latim). O termo "alla Navicella" significa "perto do barquinho" e refere-se a uma escultura de um barco romano que está no local desde o período romano, provavelmente uma oferenda a algum templo antigo e que o papa Leão X transformou numa fonte.

## História
A primeira igreja no local certamente foi construída na Antiguidade, perto do quartel da 5ª coorte dos vigiles no Monte Célio. Ela foi mencionada nos registros do sínodo realizado pelo papa Símaco em 499. Em 678, foi uma das sete igrejas designadas aos diáconos pelo papa Agatão.
O edifício foi reconstruído entre 818 e 822 pelo papa Pascoal I, responsável por um período de renovação e arte no início do século IX em Roma, e ganhou uma bela decoração em mosaicos.
O interior foi extensivamente modificado no século XVI pelos Médici, que eram os cardeais protetores desta diaconia durante o período. 
Em 1513, o cardeal João de Lourenço de Médici, que logo depois se tornou papa Leão X, com a ajuda de Andrea Sansovino, acrescentou um pórtico à fachada, com colunas toscanas e uma fonte. Ele foi seguido como cardeal-diácono por Júlio de Juliano de Médici, futuro papa Clemente VII, entre 1513 e 1517. João de Médici assumiu o posto aos 17 anos em 1560, mas morreu dois anos depois e foi sucedido por seu irmão, Ferdinando I de Médici, que era também o grão-duque da Toscana, responsável pelo teto em caixotões da basílica.

## Exterior
A fachada da basílica é renascentista, com um pórtico de cinco arcos separados por pilastras de travertino; e três janelas, duas quadradas e uma redonda. O tímpano está decorado com o brasão do papa Inocêncio VIII no centro e o dos cardeais Giovanni e Ferdinando de' Medici nas laterais. A discreta torre sineira abriga um sino de 1288. O projeto da fachada (1512–1513) é atribuído a Andrea Sansovino.

## Interior
O interior ainda preserva o layout do século IX, com três naves de igual comprimento separadas entre si por dezoito colunas de granito reaproveitadas de um templo romano mais antigo e coroadas por capiteis coríntios. A parede sobre as janelas está decorada por afrescos de Perin del Vaga baseados em desenhos de Giulio Romano. 
A nave está decorada por afrescos de Lazzaro Baldi. O teto em caixotões tem no centro o brasão da família Médici, com representações simbólicas da Arca de Noé e do Templo de Salomão.
O arco triunfal está ladeado por duas colunas de pórfiro. Os mosaicos da abside, do século IX, representam Cristo com dois anjos e os doze apóstolos. Abaixo estão Moisés e Elias. Na semicúpula, o papa Pascoal I (com uma auréola quadrada) aparece beijando os pés da Virgem Maria (vestida à moda bizantina), sentado num trono com o Menino Jesus e rodeada por uma multidão de anjos.

## Galeria

Imagens da igreja
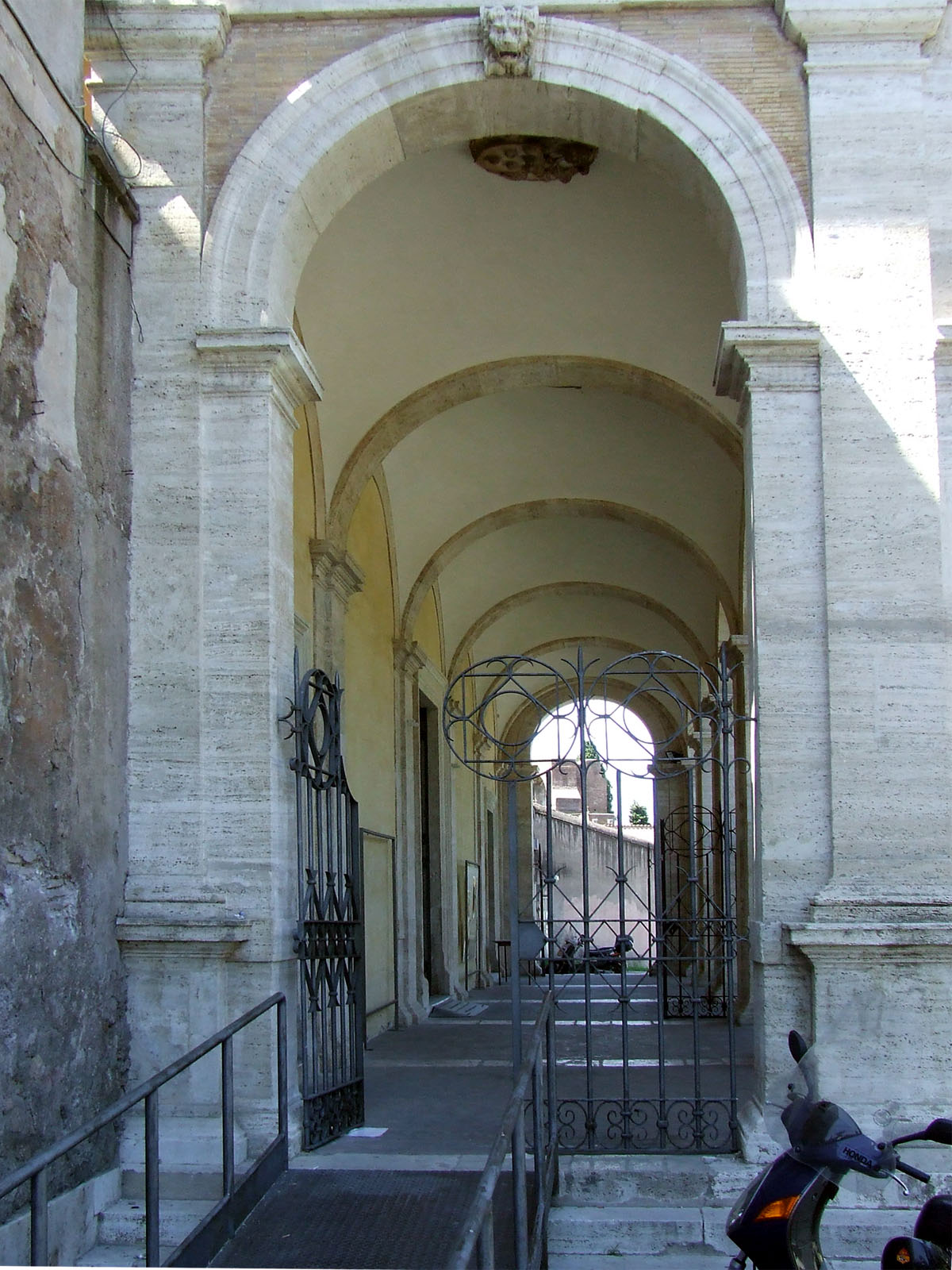
Pórtico
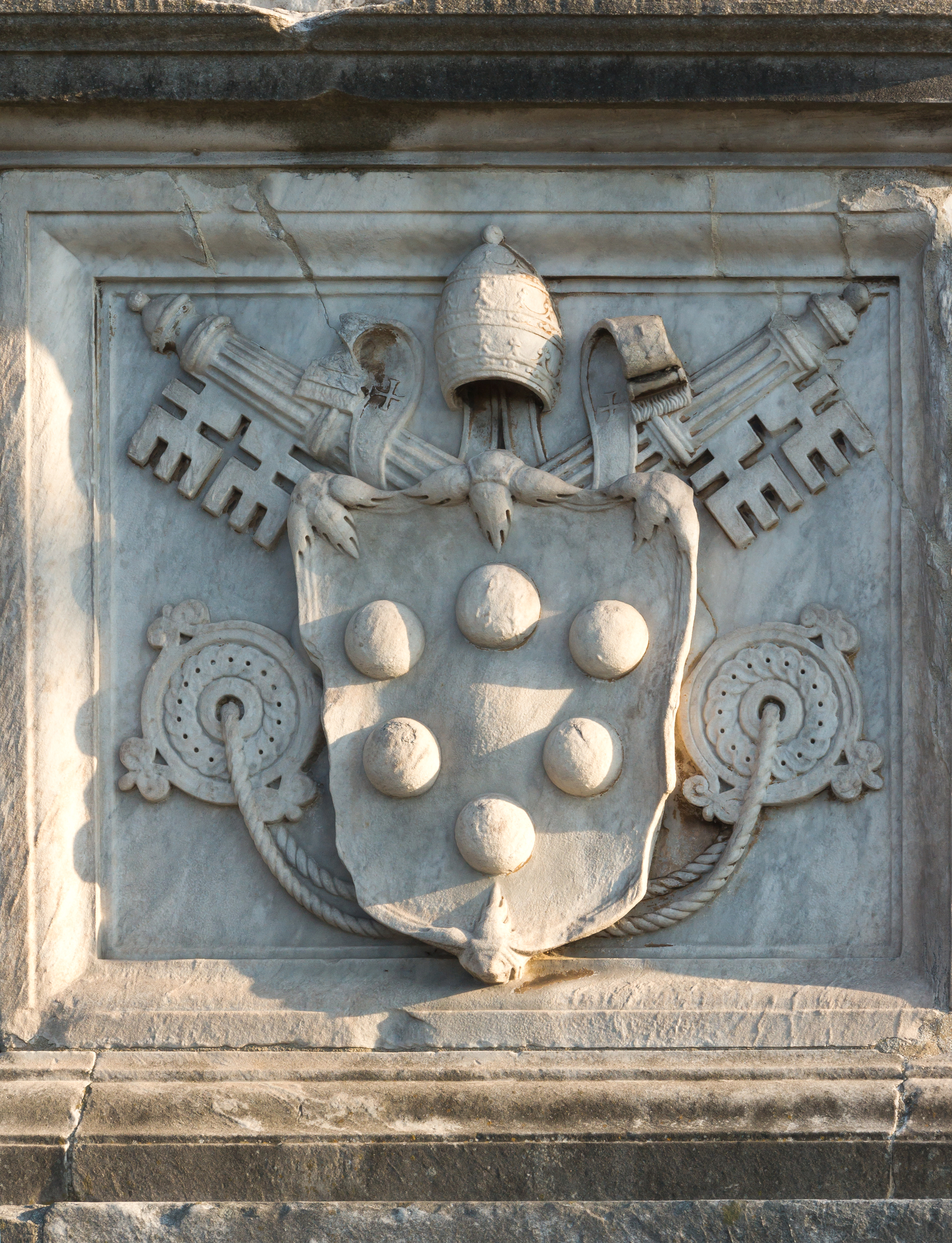
Brasão do papa Clemente VII (Giulio di Giuliano de Medici) na fachada
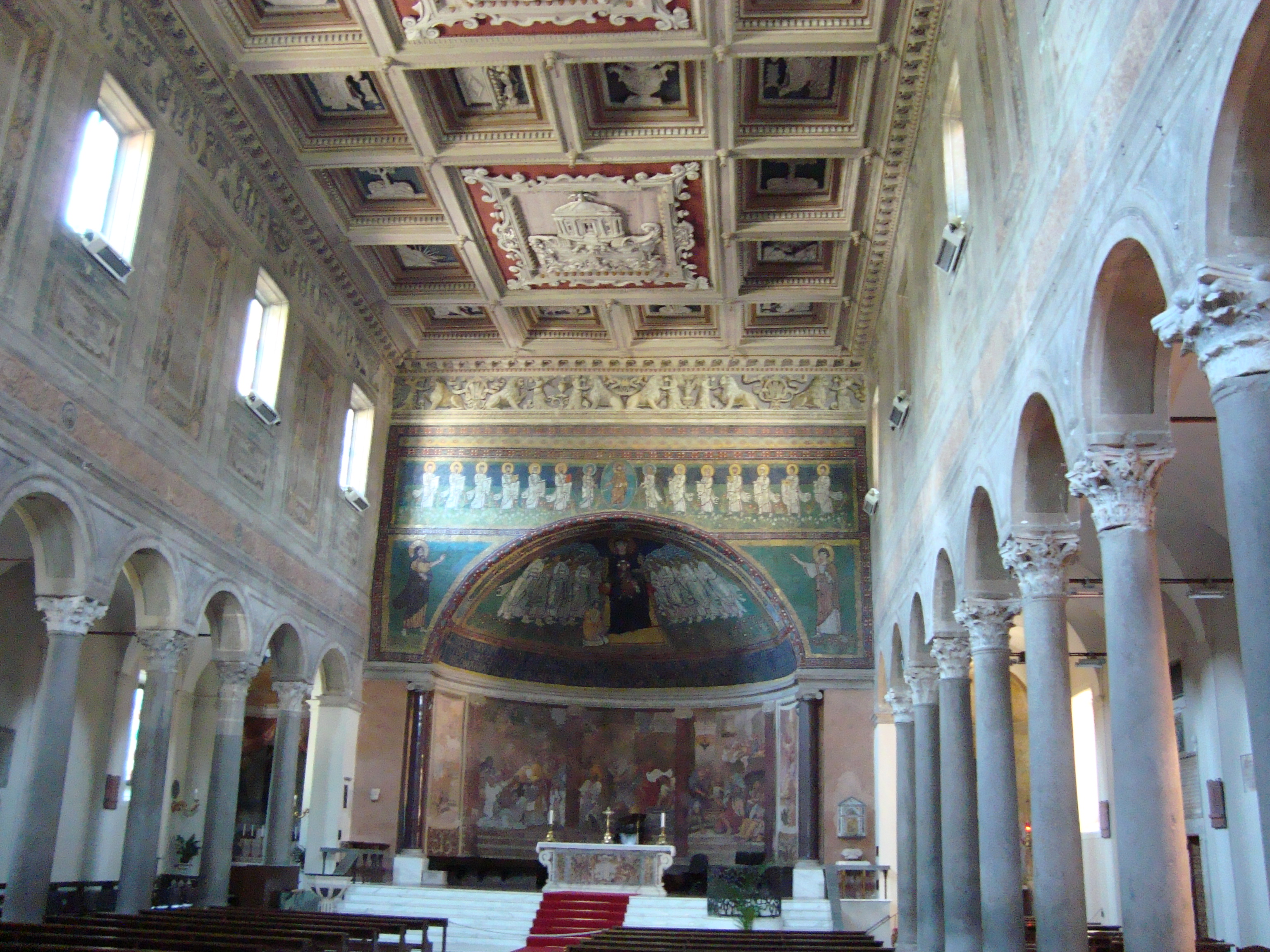
Vista do interior
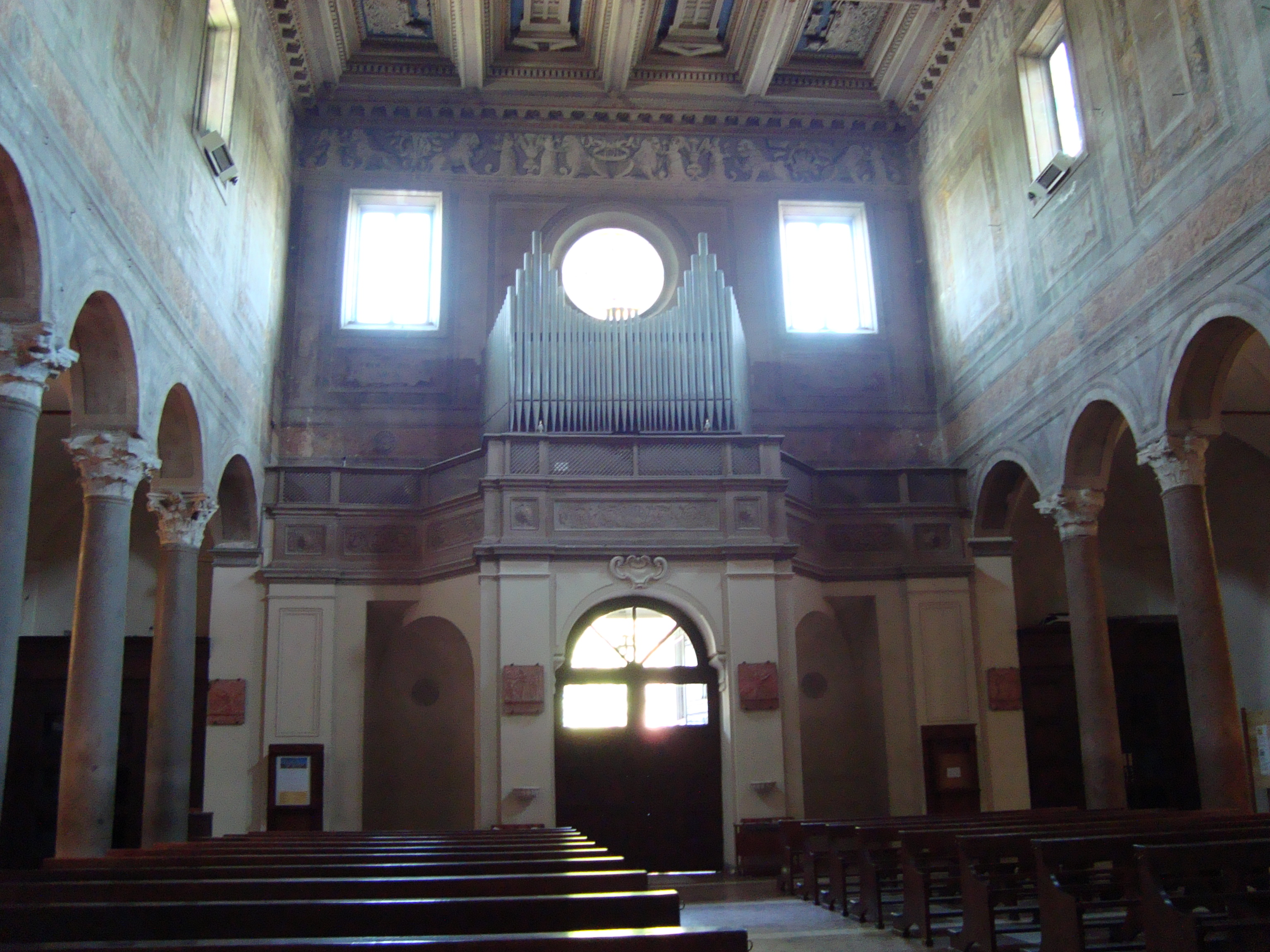
Contra-fachada e o órgão
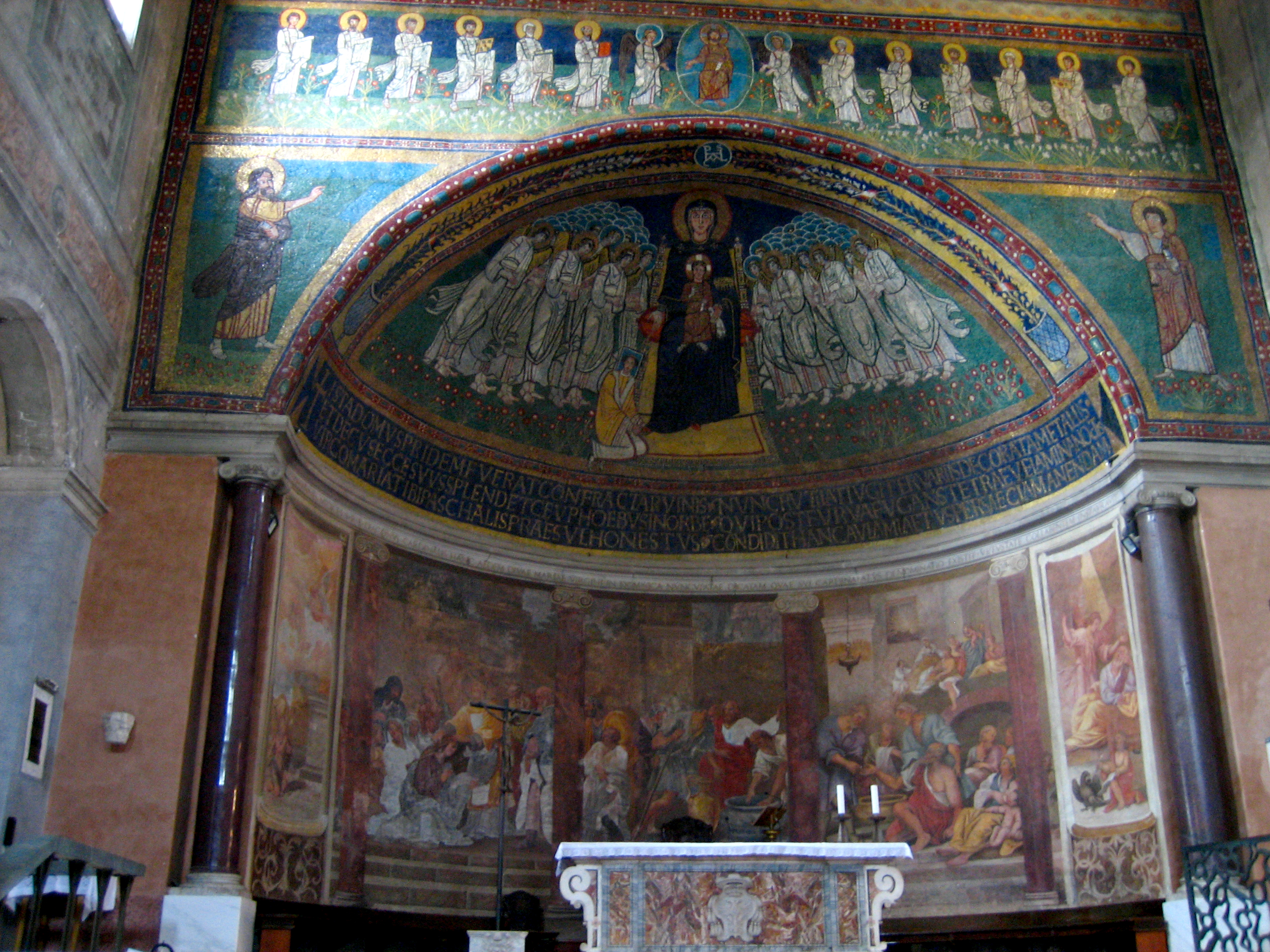
Mosaico do século IX na abside